# Saison 2016-2017 des Pelicans de La Nouvelle-Orléans
La saison 2016-2017 des Pelicans de La Nouvelle-Orléans est la 14e saison de la franchise en National Basketball Association (NBA).

## Draft
| Tour | Choix | Joueur        | Poste  | Nationalité | Provenance            |
| ---- | ----- | ------------- | ------ | ----------- | --------------------- |
| 1    | 6     | Buddy Hield   | SG     | Bahamas     | Sooners de l'Oklahoma |
| 2    | 33    | Cheick Diallo | PF / C | Mali        | Jayhawks du Kansas    |

## Summer League
| Summer League Total : 1-4 |

| Match | Date match | Équipe              | Score   | Meilleur marqueur | Meilleur rebondeur | Meilleur passeur   | Lieux Spectateurs    | Série |
| ----- | ---------- | ------------------- | ------- | ----------------- | ------------------ | ------------------ | -------------------- | ----- |
| 1     | 8 juillet  | L.A. Lakers         | D 65-85 | Buddy Hield (13)  | Cheick Diallo (7)  | 3 joueurs (2)      | Thomas & Mack Center | 0 - 1 |
| 2     | 10 juillet | Utah                | D 72-79 | Buddy Hield (21)  | Cheick Diallo (11) | Larry Drew II (6)  | Cox Pavilion         | 0 - 2 |
| 3     | 11 juillet | Sacramento          | V 70-66 | Buddy Hield (23)  | Diallo, Hield (7)  | Drew II, Hield (5) | Cox Pavilion         | 1 - 2 |
| 4     | 13 juillet | Miami               | D 77-81 | Buddy Hield (16)  | Cheick Diallo (12) | Buddy Hield (5)    | Thomas & Mack Center | 1 - 3 |
| 5     | 15 juillet | NBA D-League Select | D 76-88 | Jameel McKay (16) | Jameel McKay (13)  | Ryan Boatright (9) | Thomas & Mack Center | 1 - 4 |

## Pré-saison
| Pré-saison Total : 1-5 (Domicile : 1-2 ; Extérieur : 0-3) |

| Match | Date match  | Équipe    | Score          | Meilleur marqueur   | Meilleur rebondeur | Meilleur passeur | Lieux Spectateurs       | Série |
| ----- | ----------- | --------- | -------------- | ------------------- | ------------------ | ---------------- | ----------------------- | ----- |
| 1     | 1er octobre | Dallas    | V 116-102      | Moore, Hield (19)   | Aşık, Hield (6)    | Tim Frazier (9)  | CenturyLink Center (en) | 1 - 0 |
| 2     | 4 octobre   | Indiana   | D 96-113       | Buddy Hield (18)    | Alexis Ajinça (8)  | Tim Frazier (7)  | Smoothie King Center    | 1 - 1 |
| 3     | 9 octobre   | @ Houston | D 117-123      | E'Twaun Moore (25)  | Ömer Aşık (14)     | Tim Frazier (9)  | Mercedes-Benz Arena     | 1 - 2 |
| 4     | 12 octobre  | Houston   | D 104-116      | Quinn Cook (20)     | Hill, Diallo (7)   | Quinn Cook (8)   | LeSports Center         | 1 - 3 |
| 5     | 18 octobre  | @ Atlanta | D 89-96        | Terrence Jones (18) | Alexis Ajinça (7)  | Tim Frazier (7)  | Philips Arena           | 1 - 4 |
| 6     | 20 octobre  | @ Orlando | D 111-114 (OT) | Anthony Davis (33)  | Anthony Davis (13) | Tim Frazier (7)  | Amway Center            | 1 - 5 |

## Saison régulière
| Saison régulière Total : 34-48 (Domicile : 21-19 ; Extérieur : 13-29) |

| Match | Date match | Équipe        | Score     | Meilleur marqueur  | Meilleur rebondeur | Meilleur passeur | Lieux Spectateurs    | Série |
| ----- | ---------- | ------------- | --------- | ------------------ | ------------------ | ---------------- | -------------------- | ----- |
| 1     | 26 octobre | Denver        | D 100-105 | Anthony Davis (50) | Anthony Davis (16) | Tim Frazier (11) | Smoothie King Center | 0 - 1 |
| 2     | 28 octobre | Golden State  | D 114-122 | Anthony Davis (45) | Anthony Davis (17) | Tim Frazier (10) | Smoothie King Center | 0 - 2 |
| 3     | 29 octobre | @ San Antonio | D 79-98   | Davis, Moore (18)  | Ömer Aşık (7)      | Tim Frazier (7)  | AT&T Center          | 0 - 3 |

| Match | Date match   | Équipe         | Score          | Meilleur marqueur     | Meilleur rebondeur | Meilleur passeur     | Lieux Spectateurs         | Série  |
| ----- | ------------ | -------------- | -------------- | --------------------- | ------------------ | -------------------- | ------------------------- | ------ |
| 4     | 1er novembre | Milwaukee      | D 113-117      | Anthony Davis (35)    | Anthony Davis (15) | Tim Frazier (9)      | Smoothie King Center      | 0 - 4  |
| 5     | 2 novembre   | @ Memphis      | D 83-89 (OT)   | Lance Stephenson (21) | Ömer Aşık (11)     | Lance Stephenson (6) | FedExForum                | 0 - 5  |
| 6     | 4 novembre   | Phoenix        | D 111-112 (OT) | Anthony Davis (22)    | Davis, Aşık (11)   | Lance Stephenson (7) | Smoothie King Center      | 0 - 6  |
| 7     | 7 novembre   | @ Golden State | D 106-116      | Anthony Davis (33)    | Anthony Davis (13) | Tim Frazier (10)     | Oracle Arena              | 0 - 7  |
| 8     | 8 novembre   | @ Sacramento   | D 94-102       | Anthony Davis (34)    | Ömer Aşık (9)      | Tim Frazier (9)      | Golden 1 Center           | 0 - 8  |
| 9     | 10 novembre  | @ Milwaukee    | V 112-106      | Anthony Davis (32)    | Anthony Davis (8)  | Tim Frazier (10)     | BMO Harris Bradley Center | 1 - 8  |
| 10    | 12 novembre  | L. A. Lakers   | D 99-126       | Anthony Davis (34)    | Anthony Davis (8)  | Tim Frazier (10)     | Smoothie King Center      | 1 - 9  |
| 11    | 14 novembre  | Boston         | V 106-105      | Anthony Davis (25)    | Anthony Davis (16) | Tim Frazier (6)      | Smoothie King Center      | 2 - 9  |
| 12    | 16 novembre  | @ Orlando      | D 82-89        | Terrence Jones (26)   | Ömer Aşık (10)     | Buddy Hield (5)      | Amway Center              | 2 - 10 |
| 13    | 18 novembre  | Portland       | V 113-101      | Anthony Davis (38)    | Anthony Davis (9)  | Tim Frazier (8)      | Smoothie King Center      | 3 - 10 |
| 14    | 19 novembre  | Charlotte      | V 121-116      | Anthony Davis (38)    | Anthony Davis (16) | Jrue Holiday (9)     | Smoothie King Center      | 4 - 10 |
| 15    | 22 novembre  | @ Atlanta      | V 112-94       | Tim Frazier (21)      | Aşık, Jones (6)    | Tim Frazier (14)     | Philips Arena             | 5 - 10 |
| 16    | 23 novembre  | Minnesota      | V 117-96       | Anthony Davis (45)    | Anthony Davis (10) | Frazier, Holiday (8) | Smoothie King Center      | 6 - 10 |
| 17    | 25 novembre  | @ Portland     | D 104-119      | Anthony Davis (31)    | Anthony Davis (13) | Tim Frazier (7)      | Moda Center               | 6 - 11 |
| 18    | 27 novembre  | @ Dallas       | D 81-91        | Anthony Davis (36)    | Anthony Davis (13) | Jrue Holiday (6)     | American Airlines Center  | 6 - 12 |
| 19    | 29 novembre  | L. A. Lakers   | V 105-88       | Anthony Davis (41)    | Anthony Davis (16) | Trois joueurs (5)    | Smoothie King Center      | 7 - 12 |

| Match | Date match  | Équipe           | Score           | Meilleur marqueur  | Meilleur rebondeur   | Meilleur passeur  | Lieux Spectateurs          | Série   |
| ----- | ----------- | ---------------- | --------------- | ------------------ | -------------------- | ----------------- | -------------------------- | ------- |
| 20    | 2 décembre  | L. A. Clippers   | D 96-114        | Anthony Davis (21) | Terrence Jones (9)   | Tim Frazier (8)   | Smoothie King Center       | 7 - 13  |
| 21    | 4 décembre  | @ Oklahoma City  | D 92-101        | Anthony Davis (37) | Anthony Davis (15)   | Jrue Holiday (7)  | Chesapeake Energy Arena    | 7 - 14  |
| 22    | 5 décembre  | Memphis          | D 108-110 (OT2) | Anthony Davis (28) | Anthony Davis (17)   | Tim Frazier (9)   | Smoothie King Center       | 7 - 15  |
| 23    | 8 décembre  | Philadelphie     | D 88-99         | Anthony Davis (26) | Anthony Davis (11)   | Tim Frazier (6)   | Smoothie King Center       | 7 - 16  |
| 24    | 10 décembre | @ L. A. Clippers | D 105-133       | Tim Frazier (20)   | Cheick Diallo (10)   | Tim Frazier (11)  | Staples Center             | 7 - 17  |
| 25    | 11 décembre | @ Phoenix        | V 120-119 (OT)  | Jrue Holiday (23)  | Anthony Davis (12)   | Tim Frazier (11)  | Talking Stick Resort Arena | 8 - 17  |
| 26    | 13 décembre | Golden State     | D 109-113       | Anthony Davis (28) | Terrence Jones (10)  | Tim Frazier (8)   | Smoothie King Center       | 8 - 18  |
| 27    | 15 décembre | Indiana          | V 102-95        | Anthony Davis (35) | Anthony Davis (16)   | Jrue Holiday (14) | Smoothie King Center       | 9 - 18  |
| 28    | 16 décembre | @ Houston        | D 100-122       | Anthony Davis (19) | Ajinça, Jones (8)    | Tim Frazier (5)   | Toyota Center              | 9 - 19  |
| 29    | 18 décembre | @ San Antonio    | D 100-113       | Alexis Ajinça (16) | Alexis Ajinça (8)    | Tim Frazier (7)   | AT&T Center                | 9 - 20  |
| 30    | 20 décembre | @ Philadelphie   | V 108-93        | Anthony Davis (31) | Anthony Davis (16)   | Jrue Holiday (9)  | Wells Fargo Center         | 10 - 20 |
| 31    | 21 décembre | Oklahoma City    | D 110-121       | Anthony Davis (34) | Anthony Davis (15)   | Jrue Holiday (10) | Smoothie King Center       | 10 - 21 |
| 32    | 23 décembre | Miami            | V 91-87         | Anthony Davis (28) | Anthony Davis (22)   | Jrue Holiday (6)  | Smoothie King Center       | 11 - 21 |
| 33    | 26 décembre | Dallas           | V 110-104       | Anthony Davis (28) | Anthony Davis (16)   | Jrue Holiday (11) | Smoothie King Center       | 12 - 21 |
| 34    | 28 décembre | L. A. Clippers   | V 102-98        | Anthony Davis (20) | Dante Cunningham (9) | Jrue Holiday (9)  | Smoothie King Center       | 13 - 21 |
| 35    | 30 décembre | New York         | V 104-92        | Anthony Davis (23) | Anthony Davis (18)   | Jrue Holiday (11) | Smoothie King Center       | 14 - 21 |

| Match | Date match | Équipe        | Score          | Meilleur marqueur   | Meilleur rebondeur  | Meilleur passeur   | Lieux Spectateurs       | Série   |
| ----- | ---------- | ------------- | -------------- | ------------------- | ------------------- | ------------------ | ----------------------- | ------- |
| 36    | 2 janvier  | @ Cleveland   | D 82-90        | Davis, Hield (20)   | Anthony Davis (17)  | Jrue Holiday (13)  | Quicken Loans Arena     | 14 - 22 |
| 37    | 5 janvier  | Atlanta       | D 94-99        | Anthony Davis (20)  | Anthony Davis (19)  | Jrue Holiday (5)   | Smoothie King Center    | 14 - 23 |
| 38    | 7 janvier  | @ Boston      | D 108-117      | Anthony Davis (36)  | Anthony Davis (15)  | Tyreke Evans (6)   | TD Garden               | 14 - 24 |
| 39    | 9 janvier  | @ New York    | V 110-96       | Anthony Davis (40)  | Anthony Davis (18)  | Jrue Holiday (7)   | Madison Square Garden   | 15 - 24 |
| 40    | 12 janvier | @ Brooklyn    | V 104-95       | Tyreke Evans (29)   | Terrence Jones (12) | Jrue Holiday (4)   | Barclays Center         | 16 - 24 |
| 41    | 14 janvier | @ Chicago     | D 99-107       | Anthony Davis (36)  | Anthony Davis (14)  | Jrue Holiday (12)  | United Center           | 16 - 25 |
| 42    | 16 janvier | @ Indiana     | D 95-98        | Anthony Davis (16)  | Terrence Jones (8)  | Jrue Holiday (6)   | Bankers Life Fieldhouse | 16 - 26 |
| 43    | 18 janvier | Orlando       | V 118-98       | Anthony Davis (21)  | Anthony Davis (14)  | Holiday, Evans (5) | Smoothie King Center    | 17 - 26 |
| 44    | 20 janvier | Brooklyn      | D 114-143      | Anthony Davis (22)  | Anthony Davis (9)   | Jrue Holiday (8)   | Smoothie King Center    | 17 - 27 |
| 45    | 23 janvier | Cleveland     | V 124-122      | Terrence Jones (36) | Terrence Jones (11) | Jrue Holiday (10)  | Smoothie King Center    | 18 - 27 |
| 46    | 25 janvier | Oklahoma City | D 105-114      | E'Twaun Moore (18)  | Hill, Moore (8)     | Tyreke Evans (9)   | Smoothie King Center    | 18 - 28 |
| 47    | 27 janvier | San Antonio   | V 119-103      | Jrue Holiday (23)   | Anthony Davis (22)  | Jrue Holiday (11)  | Smoothie King Center    | 19 - 28 |
| 48    | 29 janvier | Washington    | D 94-107       | Anthony Davis (36)  | Anthony Davis (17)  | Jrue Holiday (11)  | Smoothie King Center    | 19 - 29 |
| 49    | 31 janvier | @ Toronto     | D 106-108 (OT) | Jrue Holiday (30)   | Anthony Davis (17)  | Terrence Jones (4) | Air Canada Centre       | 19 - 30 |

| Match               | Date match  | Équipe          | Score     | Meilleur marqueur   | Meilleur rebondeur    | Meilleur passeur     | Lieux Spectateurs          | Série   |
| ------------------- | ----------- | --------------- | --------- | ------------------- | --------------------- | -------------------- | -------------------------- | ------- |
| 50                  | 1er février | @ Détroit       | D 98-118  | Anthony Davis (31)  | Anthony Davis (12)    | Jrue Holiday (11)    | Palace of Auburn Hills     | 19 - 31 |
| 51                  | 4 février   | @ Washington    | D 91-105  | Anthony Davis (25)  | Davis, Holiday (10)   | Jrue Holiday (8)     | Verizon Center             | 19 - 32 |
| 52                  | 6 février   | Phoenix         | V 111-106 | Anthony Davis (34)  | Trois joueurs (9)     | Jrue Holiday (7)     | Smoothie King Center       | 20 - 32 |
| 53                  | 8 février   | Utah            | D 94-127  | Terrence Jones (21) | Anthony Davis (10)    | Tim Frazier (4)      | Smoothie King Center       | 20 - 33 |
| 54                  | 10 février  | @ Minnesota     | V 122-106 | Anthony Davis (42)  | Anthony Davis (13)    | Jrue Holiday (12)    | Target Center              | 21 - 33 |
| 55                  | 12 février  | @ Sacramento    | D 99-105  | Anthony Davis (32)  | Anthony Davis (10)    | Jrue Holiday (11)    | Golden 1 Center            | 21 - 34 |
| 56                  | 13 février  | @ Phoenix       | V 110-108 | Anthony Davis (24)  | Anthony Davis (10)    | Jrue Holiday (8)     | Talking Stick Resort Arena | 22 - 34 |
| 57                  | 15 février  | @ Memphis       | V 95-91   | Solomon Hill (23)   | Alexis Ajinça (10)    | Jrue Holiday (7)     | FedExForum                 | 23 - 34 |
| All-Star Break 2017 |             |                 |           |                     |                       |                      |                            |         |
| 58                  | 23 février  | Houston         | D 99-129  | Anthony Davis (29)  | DeMarcus Cousins (14) | Trois joueurs (5)    | Smoothie King Center       | 23 - 35 |
| 59                  | 25 février  | @ Dallas        | D 83-96   | Anthony Davis (39)  | DeMarcus Cousins (15) | Cousins, Holiday (6) | American Airlines Center   | 23 - 36 |
| 60                  | 26 février  | @ Oklahoma City | D 110-118 | Anthony Davis (38)  | DeMarcus Cousins (10) | Jrue Holiday (8)     | Chesapeake Energy Arena    | 23 - 37 |

| Match | Date match | Équipe         | Score          | Meilleur marqueur     | Meilleur rebondeur    | Meilleur passeur   | Lieux Spectateurs       | Série   |
| ----- | ---------- | -------------- | -------------- | --------------------- | --------------------- | ------------------ | ----------------------- | ------- |
| 61    | 1er mars   | Détroit        | V 109-86       | Anthony Davis (33)    | Anthony Davis (14)    | Jrue Holiday (5)   | Smoothie King Center    | 24 - 37 |
| 62    | 3 mars     | San Antonio    | D 98-101 (OT)  | Anthony Davis (29)    | DeMarcus Cousins (23) | Holiday, Moore (5) | Smoothie King Center    | 24 - 38 |
| 63    | 5 mars     | @ L. A. Lakers | D 105-97       | Anthony Davis (31)    | DeMarcus Cousins (15) | Jrue Holiday (12)  | Staples Center          | 25 - 38 |
| 64    | 6 mars     | @ Utah         | D 83-88        | Anthony Davis (20)    | Anthony Davis (12)    | Trois joueurs (3)  | Vivint Smart Home Arena | 25 - 39 |
| 65    | 8 mars     | Toronto        | D 87-94        | DeMarcus Cousins (25) | DeMarcus Cousins (10) | Jrue Holiday (6)   | Smoothie King Center    | 25 - 40 |
| 66    | 11 mars    | @ Charlotte    | V 125-122 (OT) | Anthony Davis (46)    | Anthony Davis (21)    | Jrue Holiday (13)  | Time Warner Cable Arena | 26 - 40 |
| 67    | 14 mars    | Portland       | V 100-77       | DeMarcus Cousins (22) | Anthony Davis (15)    | Tim Frazier (7)    | Smoothie King Center    | 27 - 40 |
| 68    | 15 mars    | @ Miami        | D 112-120      | Anthony Davis (27)    | DeMarcus Cousins (9)  | Jrue Holiday (8)   | American Airlines Arena | 27 - 41 |
| 69    | 17 mars    | Houston        | V 128-112      | Solomon Hill (30)     | Anthony Davis (15)    | Solomon Hill (7)   | Smoothie King Center    | 28 - 41 |
| 70    | 19 mars    | Minnesota      | V 123-109      | Anthony Davis (28)    | Anthony Davis (12)    | Tim Frazier (8)    | Smoothie King Center    | 29 - 41 |
| 71    | 21 mars    | Memphis        | V 95-82        | DeMarcus Cousins (41) | DeMarcus Cousins (17) | Jrue Holiday (6)   | Smoothie King Center    | 30 - 41 |
| 72    | 24 mars    | @ Houston      | D 107-117      | Anthony Davis (33)    | Anthony Davis (16)    | Jrue Holiday (9)   | Toyota Center           | 30 - 42 |
| 73    | 26 mars    | @ Denver       | V 115-90       | Anthony Davis (31)    | Anthony Davis (15)    | Tim Frazier (8)    | Pepsi Center            | 31 - 42 |
| 74    | 27 mars    | @ Utah         | D 100-108      | Anthony Davis (36)    | Anthony Davis (17)    | Tim Frazier (6)    | Vivint Smart Home Arena | 31 - 43 |
| 75    | 29 mars    | Dallas         | V 121-118      | Anthony Davis (30)    | DeMarcus Cousins (16) | Jrue Holiday (7)   | Smoothie King Center    | 32 - 43 |
| 76    | 31 mars    | Sacramento     | V 117-89       | DeMarcus Cousins (37) | DeMarcus Cousins (13) | Jrue Holiday (8)   | Smoothie King Center    | 33 - 43 |

| Match | Date match | Équipe         | Score     | Meilleur marqueur    | Meilleur rebondeur    | Meilleur passeur      | Lieux Spectateurs    | Série   |
| ----- | ---------- | -------------- | --------- | -------------------- | --------------------- | --------------------- | -------------------- | ------- |
| 77    | 2 avril    | Chicago        | D 110-117 | Anthony Davis (30)   | DeMarcus Cousins (18) | Jrue Holiday (6)      | Smoothie King Center | 33 - 44 |
| 78    | 4 avril    | Denver         | D 131-134 | Anthony Davis (41)   | DeMarcus Cousins (14) | Jrue Holiday (13)     | Smoothie King Center | 33 - 45 |
| 79    | 7 avril    | @ Denver       | D 106-122 | Anthony Davis (25)   | Alexis Ajinça (7)     | Jrue Holiday (7)      | Pepsi Center         | 33 - 46 |
| 80    | 8 avril    | @ Golden State | D 101-123 | Quinn Cook (22)      | Cheick Diallo (9)     | Jrue Holiday (10)     | Oracle Arena         | 33 - 47 |
| 81    | 11 avril   | @ L. A. Lakers | D 96-108  | Cheick Diallo (19)   | Cheick Diallo (11)    | Holiday, Crawford (7) | Staples Center       | 33 - 48 |
| 82    | 12 avril   | @ Portland     | V 103-100 | Jordan Crawford (15) | Cheick Diallo (16)    | Tim Frazier (8)       | Moda Center          | 34 - 48 |

## Confrontations
| Conférence Est      | Conférence Est                               | Conférence Est                               | Conférence Ouest                             | Conférence Ouest                             | Conférence Ouest                             | Conférence Ouest                             | Conférence Ouest                             |
| Division Atlantique | Division Atlantique                          | Division Atlantique                          | Division Nord-Ouest                          | Division Nord-Ouest                          | Division Nord-Ouest                          | Division Nord-Ouest                          | Division Nord-Ouest                          |
| Équipe              | Domicile                                     | Extérieur                                    | Équipe                                       | Domicile                                     | Domicile                                     | Extérieur                                    | Extérieur                                    |
| ------------------- | -------------------------------------------- | -------------------------------------------- | -------------------------------------------- | -------------------------------------------- | -------------------------------------------- | -------------------------------------------- | -------------------------------------------- |
| Boston              | 106-105                                      | 108-117                                      | Denver                                       | 100-105                                      | 131-134                                      | 115-90                                       | 106-122                                      |
| Brooklyn            | 114-143                                      | 104-95                                       | Minnesota                                    | 117-96                                       | 123-109                                      | 122-106                                      |                                              |
| New York            | 104-92                                       | 110-96                                       | Oklahoma City                                | 110-121                                      | 105-114                                      | 92-101                                       | 110-118                                      |
| Philadelphie        | 88-99                                        | 108-93                                       | Portland                                     | 113-101                                      | 100-77                                       | 104-119                                      |                                              |
| Toronto             | 87-94                                        | 106-108 (OT)                                 | Utah                                         | 94-127                                       |                                              | 83-88                                        | 100-108                                      |
|                     | 2–3                                          | 3–2                                          |                                              | 4–5                                          | 4–5                                          | 2–6                                          | 2–6                                          |
| Division            | 5–5                                          | 5–5                                          | Division                                     | 6–11                                         | 6–11                                         | 6–11                                         | 6–11                                         |
| Division Atlantique | Division Atlantique                          | Division Atlantique                          | Division Nord-Ouest                          | Division Nord-Ouest                          | Division Nord-Ouest                          | Division Nord-Ouest                          | Division Nord-Ouest                          |
| Équipe              | Domicile                                     | Extérieur                                    | Équipe                                       | Domicile                                     | Domicile                                     | Extérieur                                    | Extérieur                                    |
| Chicago             | 110-117                                      | 99-107                                       | Golden State                                 | 114-122                                      | 109-113                                      | 106-116                                      | 101-123                                      |
| Cleveland           | 124-122                                      | 82-90                                        | L.A. Clippers                                | 96-114                                       | 102-98                                       | 105-133                                      |                                              |
| Detroit             | 109-86                                       | 98-118                                       | L.A. Lakers                                  | 99-126                                       | 105-88                                       | 105-97                                       |                                              |
| Indiana             | 102-95                                       | 95-98                                        | Phoenix                                      | 111-112 (OT)                                 | 111-106                                      | 120-119 (OT)                                 | 110-108                                      |
| Milwaukee           | 113-117                                      | 112-106                                      | Sacramento                                   | 117-89                                       |                                              | 94-102                                       | 99-105                                       |
|                     | 3–2                                          | 1–4                                          |                                              | 4–5                                          | 4–5                                          | 3–5                                          | 3–5                                          |
| Division            | 4–6                                          | 4–6                                          | Division                                     | 7–10                                         | 7–10                                         | 7–10                                         | 7–10                                         |
| Division Atlantique | Division Atlantique                          | Division Atlantique                          | Division Nord-Ouest                          | Division Nord-Ouest                          | Division Nord-Ouest                          | Division Nord-Ouest                          | Division Nord-Ouest                          |
| Équipe              | Domicile                                     | Extérieur                                    | Équipe                                       | Domicile                                     | Domicile                                     | Extérieur                                    | Extérieur                                    |
| Atlanta             | 94-99                                        | 112-94                                       | Dallas                                       | 110-104                                      | 121-118                                      | 81-91                                        | 83-96                                        |
| Charlotte           | 121-116                                      | 125-122 (OT)                                 | Houston                                      | 99-129                                       | 128-112                                      | 100-122                                      | 107-117                                      |
| Miami               | 91-87                                        | 112-120                                      | Memphis                                      | 108-110 (OT2)                                | 95-82                                        | 83-89 (OT)                                   | 95-91                                        |
| Orlando             | 118-98                                       | 82-89                                        |                                              |                                              |                                              |                                              |                                              |
| Washington          | 94-107                                       | 91-105                                       | San Antonio                                  | 119-103                                      | 98-101 (OT)                                  | 79-98                                        | 100-113                                      |
|                     | 3–2                                          | 2–3                                          |                                              | 5–3                                          | 5–3                                          | 1–7                                          | 1–7                                          |
| Division            | 5–5                                          | 5–5                                          | Division                                     | 5–10                                         | 5–10                                         | 5–10                                         | 5–10                                         |
| Conférence          | 14–16 (Domicile : 8–7 ; Extérieur : 6–9)     | 14–16 (Domicile : 8–7 ; Extérieur : 6–9)     | Conférence                                   | 19–31 (Domicile : 13–13 ; Extérieur : 6–18)  | 19–31 (Domicile : 13–13 ; Extérieur : 6–18)  | 19–31 (Domicile : 13–13 ; Extérieur : 6–18)  | 19–31 (Domicile : 13–13 ; Extérieur : 6–18)  |
| Total               | 33-47 (Domicile : 21–20 ; Extérieur : 12–27) | 33-47 (Domicile : 21–20 ; Extérieur : 12–27) | 33-47 (Domicile : 21–20 ; Extérieur : 12–27) | 33-47 (Domicile : 21–20 ; Extérieur : 12–27) | 33-47 (Domicile : 21–20 ; Extérieur : 12–27) | 33-47 (Domicile : 21–20 ; Extérieur : 12–27) | 33-47 (Domicile : 21–20 ; Extérieur : 12–27) |

## Effectif actuel
| Pelicans de La Nouvelle-Orléans Effectif actuel |    |                        |                    |              |
| Entraîneur : Alvin Gentry                       |    |                        |                    |              |
| Pivot                                           | 42 | Drapeau de la France   | Alexis Ajinça      | France       |
| Pivot                                           | 3  | Drapeau de la Turquie  | Ömer Aşık          | Turquie      |
| Ailier                                          | 18 | Drapeau d’Israël       | Omri Casspi        | Israël       |
| Pivot                                           | 0  | Drapeau des États-Unis | DeMarcus Cousins   | Kentucky     |
| Ailier fort                                     | 33 | Drapeau des États-Unis | Dante Cunningham   | Villanova    |
| Ailier fort, Pivot                              | 23 | Drapeau des États-Unis | Anthony Davis (C)  | Kentucky     |
| Ailier fort, Pivot                              | 13 | Drapeau du Mali        | Cheick Diallo      | Kansas       |
| Meneur                                          | 2  | Drapeau des États-Unis | Tim Frazier        | Penn State   |
| Ailier                                          | 44 | Drapeau des États-Unis | Solomon Hill       | Arizona      |
| Meneur                                          | 11 | Drapeau des États-Unis | Jrue Holiday       | UCLA         |
| Meneur                                          | 1  | Drapeau des États-Unis | Jarrett Jack       | Georgia Tech |
| Arrière                                         | 55 | Drapeau des États-Unis | E'Twaun Moore      | Purdue       |
| Ailier fort, Pivot                              | 12 | Drapeau de la Lituanie | Donatas Motiejūnas | Lituanie     |
| Ailier                                          | 20 | Drapeau des États-Unis | Quincy Pondexter   | Washington   |
| Ailier, Arrière                                 | 32 | Drapeau des États-Unis | Hollis Thompson    | Georgetown   |
| (C) - Capitaine, - Blessé                       |    |                        |                    |              |

## Contrats et salaires 2016-2017
| Joueur             | Poste          | Âge            | Exp            | Contrat                 | Salaire 2016-2017 | Fin du contrat |
| ------------------ | -------------- | -------------- | -------------- | ----------------------- | ----------------- | -------------- |
| Joueurs actuels    |                |                |                |                         |                   |                |
| Alexis Ajinça      | C              | 28             | 6              | 20 200 000 $ sur 4 ans  | 4 713 203 $       | 2019           |
| Ömer Aşık          | C              | 30             | 6              | 57 977 525 $ sur 5 ans  | 9 904 494 $       | 2020           |
| Omri Casspi        | SF             | 28             | 7              | 5 800 000 $ sur 2 ans   | 2 963 814 $       | 2017           |
| DeMarcus Cousins   | C              | 26             | 6              | 65 619 700 $ sur 4 ans  | 16 957 900 $      | 2018           |
| Dante Cunningham   | PF             | 29             | 7              | 8 934 750 $ sur 3 ans   | 2 978 250 $       | 2018           |
| Anthony Davis      | PF             | 23             | 4              | 127 171 313 $ sur 5 ans | 22 116 750 $      | 2021           |
| Cheick Diallo      | C              | 20             | 0              | 2 498 982 $ sur 3 ans   | 543,471 $         | 2019           |
| Tim Frazier        | PG             | 26             | 2              | 4 090 000 $ sur 2 ans   | 2 090 000 $       | 2018           |
| Solomon Hill       | SF             | 25             | 3              | 48 000 000 $ sur 4 ans  | 11 241 218 $      | 2020           |
| Jrue Holiday       | PG             | 26             | 7              | 41 000 004 $ sur 4 ans  | 11 286 518 $      | 2017           |
| Jarrett Jack       | PG             | 33             | 11             | Contrat de 10 jours     | 57,672 $          | 10 jours       |
| E'Twaun Moore      | SG             | 27             | 5              | 34 000 000 $ sur 4 ans  | 8 081 363 $       | 2020           |
| Donatas Motiejūnas | PF             | 26             | 4              | 618,212 $ sur 1 an      | 576,724 $         | 2017           |
| Quincy Pondexter   | SF             | 28             | 6              | 14 000 000 $ sur 4 ans  | 3 617 978 $       | 2018           |
| Hollis Thompson    | SG             | 25             | 6              | Contrat de 10 jours     | 57,672 $          | 10 jours       |
| Total salaire      | Total salaire  | Total salaire  | Total salaire  | Total salaire           | 97 187 027 $      | -              |
| Joueurs coupés     | Joueurs coupés | Joueurs coupés | Joueurs coupés | Joueurs coupés          | 3 744 983 $       | -              |
|                    |                |                |                |                         |                   |                |
| Total              | Total          | Total          | Total          | Total                   | 100 932 010 $     | Différence     |
| Salary Cap         | Salary Cap     | Salary Cap     | Salary Cap     | Salary Cap              | 94 143 000 $      | - 6 789 010 $  |
| Luxury Tax         | Luxury Tax     | Luxury Tax     | Luxury Tax     | Luxury Tax              | 113 287 000 $     | 12 445 609 $   |

- 2017 = Joueur agent libre en fin de saison.
- *Contrat non garanti.
- **Contrat partiellement garanti.

## Transferts

### Échanges
| Juin            | Juin | Juin | Juin                   |
| --------------- | --- | --- | ---------------------- |
| 23 juin 2016    | Échange à deux équipes | Échange à deux équipes | Échange à deux équipes |
| 23 juin 2016    | Vers Clippers de Los Angeles - Droits sur le 39e choix de la Draft 2016 : David Michineau - Droits sur le 40e choix de la Draft 2016 : Diamond Stone | Vers Pelicans de La Nouvelle-Orléans - Droits sur le 33e choix de la Draft 2016 : Cheick Diallo                                                                    | [ 2 ]                  |
| Juillet         | | |                        |
| 10 juillet 2016 | Échange à deux équipes | Échange à deux équipes | Échange à deux équipes |
| 10 juillet 2016 | Vers Heat de Miami - Luke Babbitt | Vers Pelicans de La Nouvelle-Orléans - Second tour de draft 2018 - Compensation financière                                                                         | [ 3 ]                  |
| Février         | | |                        |
| 20 février 2017 | Échange à deux équipes | Échange à deux équipes | Échange à deux équipes |
| 20 février 2017 | Vers Pelicans de La Nouvelle-Orléans - DeMarcus Cousins - Omri Casspi                                                                                | Vers Kings de Sacramento - Tyreke Evans - Langston Galloway - Buddy Hield - Premier tour de draft 2017 (protégé 1-3) - Second tour de draft 2017 (de Philadelphie) | [ 4 ]                  |

### Joueurs qui re-signent
| Joueur      | Contrat                          | Référence |
| ----------- | -------------------------------- | --------- |
| Tim Frazier | Contrat de 4 100 000 $ sur 2 ans | [ 5 ]     |
| Alonzo Gee  | Contrat de 1 400 000 $ sur 1 an  | [ 6 ]     |

#### Options joueur et équipe
| Joueur      | Option |
| ----------- | --- |
| Alonzo Gee  | Décline son option joueur de 1 380 000 $ pour la saison 2016-2017 et devient agent libre.                       |
| James Ennis | La Nouvelle-Orléans décline la Qualifying Offer de 1 180 431 $ pour la saison 2016-2017 et devient agent libre. |

### Arrivés
| Joueur             | Contrat                           | Provenance                      | Référence |
| ------------------ | --------------------------------- | ------------------------------- | --------- |
| Solomon Hill       | Contrat de 48 000 000 $ sur 4 ans | Pacers de l'Indiana             | [ 7 ]     |
| Langston Galloway  | Contrat de 10 600 000 $ sur 2 ans | Knicks de New York              | [ 7 ]     |
| Terrence Jones     | Contrat de 1 050 000 $ sur 1 an   | Rockets de Houston              | [ 5 ]     |
| E'Twaun Moore      | Contrat de 34 000 000 $ sur 4 ans | Bulls de Chicago                | [ 7 ]     |
| Archie Goodwin     | Contrat de 2 030 000 $ sur 2 ans  | Suns de Phoenix                 | [ 8 ]     |
| Anthony Brown      | Contrat de 1 750 000 $ sur 2 ans  | BayHawks d'Érié (D-League)      | [ 9 ]     |
| Reggie Williams    | Contrat de 715,000 $ sur 1 an     | Blue d'Oklahoma City (D-League) | [ 10 ]    |
| Donatas Motiejūnas | Contrat de 618,212 $ sur 1 an     | Rockets de Houston              | [ 11 ]    |
| Jarrett Jack       | Contrat de 10 jours               | Hawks d'Atlanta                 | [ 12 ]    |
| Hollis Thompson    | Contrat de 10 jours               | Pelicans de La Nouvelle-Orléans | [ 13 ]    |

### Départs
| Joueur        | Raison départ | Nouvelle équipe ¹    | Référence |
| ------------- | ------------- | -------------------- | --------- |
| Ryan Anderson | Agent libre   | Rockets de Houston   | [ 14 ]    |
| Toney Douglas | Libéré        | -                    | [ 15 ]    |
| James Ennis   | Agent libre   | Grizzlies de Memphis | [ 16 ]    |
| Eric Gordon   | Agent libre   | Rockets de Houston   | [ 14 ]    |

¹ Il s'agit de l’équipe pour laquelle le joueur a signé après son départ, il a pu entre-temps changer d'équipe ou encore de pays.